# Martín Garrido
Martín Gerardo Garrido Mayorga (Córdoba, 9 november 1974) is een Argentijns voormalig wielrenner.

## Overwinningen
2000
1e etappe Ronde van Galega
2001
3e etappe Ronde van Murcia
2004
3e etappe Ronde van de Algarve
3e etappe deel a GP Barbot
2005
Proloog Ronde van Normandië
Classica de Tavira
3e, 4e, 8e en 9e etappe Ronde van Bulgarije
2006
3e etappe Ronde van Portugal
6e etappe Ronde van Bulgarije
2007
3e etappe Volta ao Distrito de Santarém
Proloog Ronde van Portugal
2008
3e etappe Boucles de la Mayenne
Ronde van San Luis

## Resultaten in voornaamste wedstrijden
| Jaar | Ronde van Italië | Ronde van Frankrijk | Ronde van Spanje |
| ---- | ---------------- | ------------------- | ---------------- |
| 2000 |                  |                     | 87e              |
| 2001 |                  |                     | opgave           |
| 2002 |                  |                     | opgave           |

| Jaar |  | WK op de weg |
| ---- |  | ------------ |
| 2000 |  |              |
| 2001 |  |              |
| 2002 |  | 79e          |
| 2005 |  | 129e         |
| 2007 |  | opgave       |
| 2009 |  | opgave       |

## Ploegen
- 1999-Alcosto-Fuenlabrada
- 1999-Matesica-Abóboda
- 2000-Colchon Relax-Fuenlabrada
- 2001-Colchon Relax-Fuenlabrada
- 2002-Colchon Relax-Fuenlabrada
- 2004-Barbot-Gaia
- 2005-Duja-CC Tavira
- 2006-Duja-Tavira
- 2007-Duja-Tavira
- 2008-Palmeiras Resort-Tavira
- 2009-Palmeiras Resort-Tavira